# Testes com primatas não humanos

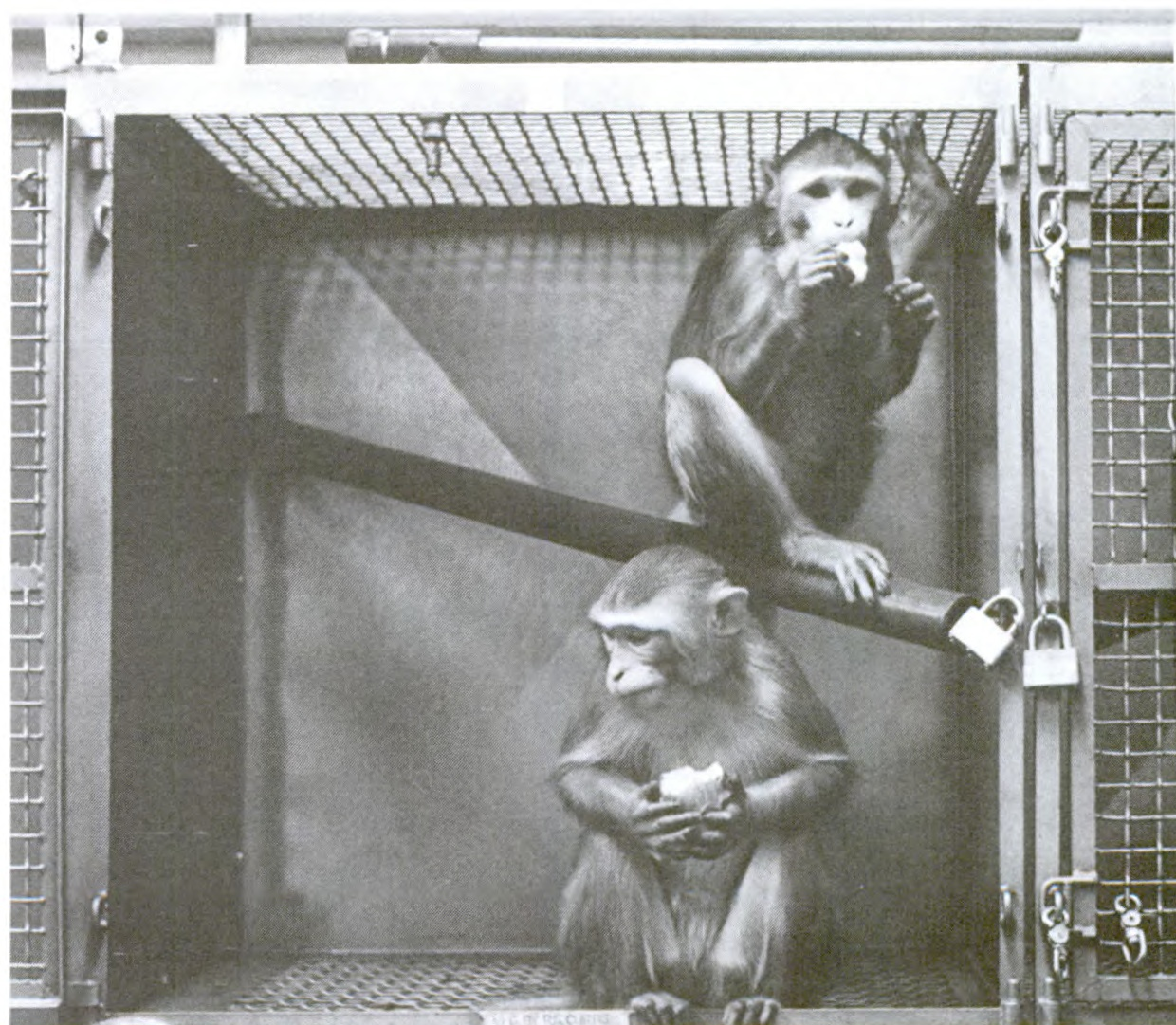
2 macacos em um laboratório de testes

Os testes com primatas não-humanos foram e ainda são amplamente utilizados pela indústria de alimentos e de produtos de limpeza e higiene a fim de tentar evitar futuros problemas para seres humanos. Os primatas são escolhidos pois os animais como camundongos e ratos são diferentes demais dos seres humanos. Contudo, o uso desses animais gera inúmeras polêmicas e fez com que em 2007 o Parlamento Europeu pedisse o fim de experiências científicas com macacos.
O uso de animais em testes é um discussão polêmica e configura-se como um dos exemplos de Questões sociocientíficas (QSC)  na medida que necessitam de discussões que demandam não somente da participação dos cientistas mas de toda a sociedade.